# Hästhagsgölen (Vena socken, Småland)
Hästhagsgölen är en sjö i Hultsfreds kommun i Småland och ingår i Viråns huvudavrinningsområde.